# Arwin
Arwin Saman Ismail Osman, även känd under artistnamnet Arwin, född 29 december 2007 i Vega i Haninge kommun, är en svensk sångare. Han har även, vid några enstaka tillfällen, agerat som skådespelare, och medverkat i TV-serierna Ture Sventon och Bermudatriangelns hemlighet och Ryktet.

## Biografi
Arwins musikkarriär tog fart under hösten 2023, då han släppte låten "More Than Just a Feeling", skriven av honom själv, tillsammans med Angelino Markenhorn, Benjamin Rosenbohm och Kristoffer Strandberg, på Spotify. Han har efter detta släppt ytterligare fler singlar på plattformen, däribland två stycken julcovers, på låtarna "Mistletoe" (Justin Bieber) och "All I Want for Christmas Is You" (Mariah Carey).
Den 26 november 2024 tillkännagavs att Arwin kommer att delta i Melodifestivalen 2025..  Men han tog sig till finalkval men åkte ut.
Arwin är bosatt i Vega i Haninge kommun, tillsammans med sin familj. 